# Hasselblad
Hasselblad er en svensk producent af professionelle mellemformatkameraer. Kameraerne er af meget høj kvalitet og dermed også dyre.
Hasselblad er den bedst kendte producent af mellemformatkameraer og har eksisteret siden 2. Verdenskrig. Hasselblads traditionelle V-System er stadig tilgængeligt og anvendes af både professionelle og seriøse amatørfotografer. Desuden har Hasselblad i årevis haft et tæt samarbejde med Carl Zeiss, hvis optikere er kendt som nogle af verdens bedste. Optikkerne til det nyere H-System er dog produceret i samarbejde med Fuji.
Hasselblad blev også det første kamera på Månen, da det var med på Apollo 11-rumfærden i 1969. NASA gav opgaven til Hasselblad, som byggede et 100% elektronisk styret 6 cm × 6 cm kamera med motor og et billedmagasin til 70 mm dobbelt perforeret film. Det fik typebetegnelsen Hasselblad Lunar Surface Camera, da det blev fremstillet i 1969, og den 20. juli 1969 tog astronauten Neil Armstrong de første billeder på Månen med kameraet. 
Den danske fotograf Harry Opstrup brugte Hasselbalds kamera og udstyr til naturfotografier, flere af disse blev brugt i Hasselblad reklamer og produktkataloger.